# Anopheles lesteri
Anopheles lesteri är en tvåvingeart som beskrevs av Francisco E. Baisas och Hu 1936. Anopheles lesteri ingår i släktet Anopheles och familjen stickmyggor. Inga underarter finns listade i Catalogue of Life.